# Münzesheimer Berg
Der Münzesheimer Berg ist ein vom Landratsamt Karlsruhe durch Verordnung vom 14. April 1992 ausgewiesenes Landschaftsschutzgebiet auf dem Gebiet der Stadt Bruchsal im Landkreis Karlsruhe.

## Lage und Beschreibung
Das etwa 107 Hektar große Landschaftsschutzgebiet besteht aus fünf Teilgebieten. das größte, zentrale Teilgebiet umfasst die gleichnamige Erhebung mit dem Tal des Rohrbachs zwischen Bruchsal und Heidelsheim im Naturraum Kraichgau. Es sit überwiegend bewaldet, nur im Rohbachtal und auf der Hochfläche des Münzesheimer Bergs sind landwirtschaftlich genutzte Flächen vorhanden. Die vier kleineren Teilgebiete umfassen einzelne Hohlwege, nämlich die Geckelterhohle im Osten, die Silbergrubenhohle im Südwesten und die Untere Pfaffenhohle und die Au- oder Scheuhöllenhohle im Westen.

## Schutzzweck
Wesentlicher Schutzzweck des Landschaftsschutzgebietes ist laut Schutzgebietsverordnung „die Erhaltung eines vielfältigen Landschaftsraumes am Kraichgaurand mit
1. Streuobst und Wiesen sowie die Rückwandlung aus Ackerflächen im Rohrbachtal,
2. Hecken, vor allem bestehend aus Schlehenhecken,
3. Stufenrainen und Hohlwegen und deren Wiederbenutzung,
4. Wälder und der Förderung naturnaher standorttypischer Laubwälder vorwiegend des Buchenwaldes,
5. dem Rohrbach und der Entwicklung eines standortgerechten Schwarzerlen-Eschen-Gehölzsaumes,
6. den Steinbrüchen.

Diese Elemente stellen als Einheit einen ökologischen Ausgleichs- und Lebensraum für eine Vielzahl seltener Tierarten dar und dienen auch der Bruchsaler Bevölkerung als Naherholungsgebiet.“